# Annette Kellerman
Annette Marie Sarah Kellerman (Marrickville, 6 de julho de 1886 – Southport, 5 de novembro de 1975) foi uma nadadora e mergulhadora campeã australiana profissional, atriz  de cinema e vaudeville, escritora e empresária.
Ela foi uma pioneira na utilização do fato de banho de uma peça só e criação do maiô até hoje é atribuída a ela.
Annette também foi a primeira australiana a atuar em um filme mudo nos Estados Unidos.

## Biografia

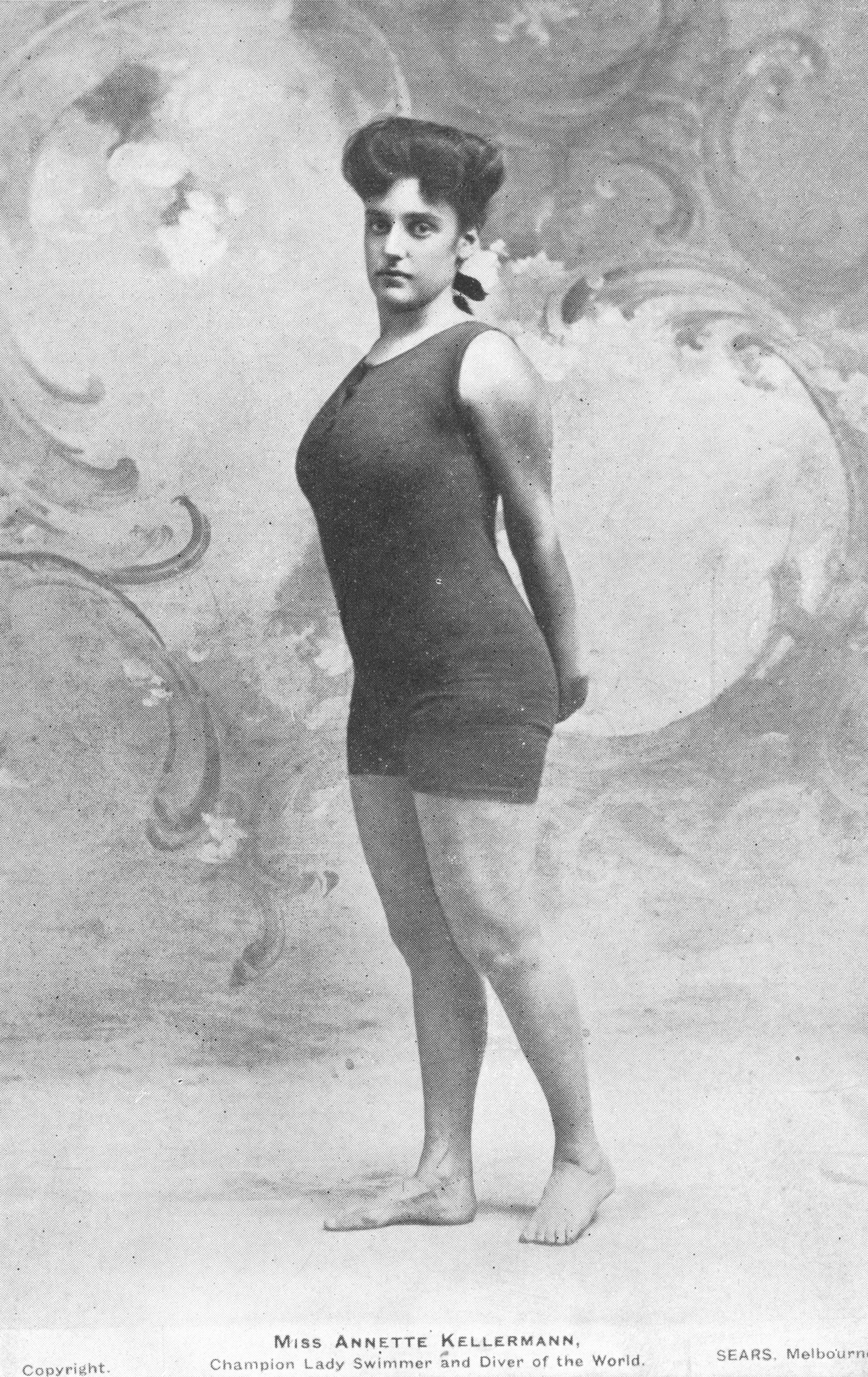
Annette Kellerman, em 1900

Filha do violinista Frederick William Kellerman e sua esposa Francesca Alice Ellen Charbonnet, professora de música e piano,  Annette foi diagnosticada com raquitismo aos 6 anos o que exigiu o uso doloroso de cintas de aço para poder andar. A fim de continuar o tratamento, seus pais colocaram-na em aulas de natação para fortalecer suas pernas, em Sydney. Com a idade de 13 anos, suas pernas estavam praticamente normais, e com 15, ela já havia dominado todos os segredos da  natação. Nesta idade também ganhou sua primeira prova. Nessa época, ela também estava competindo em provas de saltos ornamentais.
Em 1902, Kellerman decidiu levar entrar para a natação profissional e posteriormente, ganhou as provas de 100 jardas e a milha de Nova Gales do Sul no tempo recorde de 1 minuto, 22 segundos, e de 33 minutos, 49 segundos, respectivamente.

## Percurso

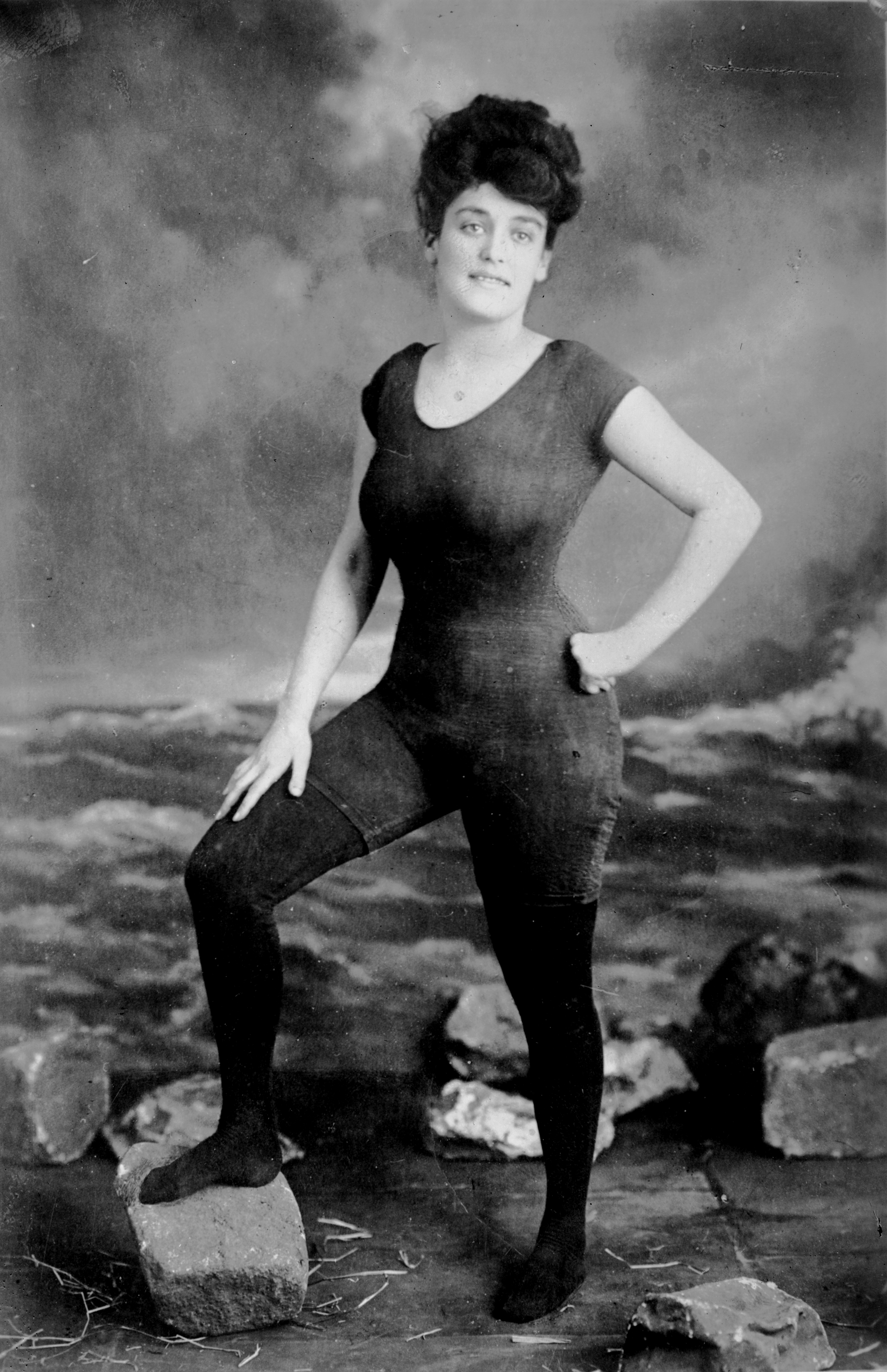
Kellerman com seu famoso maiô de uma peça

Em 24 de agosto de 1905, com 18 anos, Annette Kellerman se mudou para Londres e foi a primeira mulher a tentar atravessar a nado o Canal da Mancha. Apesar de não ter conseguido tal feito, Annette foi noticiada por sua ousadia não só na travessia, mas também em sua roupa de natação que, assim como as masculinas, deixavam as pernas à mostra.
Kellerman ficou famosa por defender os direitos de as mulheres usarem maiôs de uma peça, o que não era aceito na época. De acordo com um jornal australiano, "No início de 1900, as mulheres usavam pesadas combinações e calças quando nadavam. Em 1907, no auge de sua popularidade, Kellerman foi presa em Revere Beach, Massachusetts, por atentado ao pudor por usar um de seus maiôs de uma peça. A popularidade de seus maiôs resultou na sua criação própria marca com uma linha de roupa de banho para mulheres. Os maiôs "Annette Kellermans", como eram conhecidos, foram o primeiro passo para as roupas de banho femininas modernas.
Em 1912, Kellerman casou-se com seu empresário estadunidense, James Raymond Louis Sullivan, em Danbury, Connecticut.
Depois de sua tentativa de atravessar o Canal, Annette Kellerman ganhou a corrida de 7 milhas do "Nado em Paris Através do Sena" , derrotando 16 homens. O evento contou com meio milhão de espectadores, a maior audiência já vista em uma corrida de natação. Annette também desafiou e venceu Walpurga von Isacescu, a mais conhecida nadadora austríaca, em uma corrida de 22 milhas no Danúbio de Tuin até Viena.
Annette Kellerman também era vegetariana e advogava um estilo de vida saudável. Quando sua carreira no cinema começou a acabar, ela se torna dona de uma loja de alimentação natural em Long Beach, Califórnia.  Ela e seu marido voltaram a morar na Austrália em 1970, e em 1974, foi homenageada pelo International Swimming Hall of Fame em Fort Lauderdale, Flórida. Ela permaneceu ativa até uma idade avançada, continuando a nadar e a fazer exercícios até pouco tempo antes de sua morte.
Annette Kellerman morreu em um hospital em Southport, Queensland, Austrália, em 5 de novembro de 1975, aos 89 anos e foi cremada seguindo ritos católicos. Suas cinzas foram espalhadas na Grande Barreira de Corais. Ela não deixou filhos.
Em 1974 ela entra para o Hall of Fame da Natação Internacional.

## Carreira no cinema
Em 1916, Kellerman foi a primeira australiana a atuar em Hollywood e também foi a primeira grande atriz a fazer uma cena de nudez, quando ela apareceu no filme A Daughter of the Gods. Feito pela Fox Film Corporation. Este também foi o primeiro filme com uma produção de milhões de dólares.
A maioria dos filmes de Kellerman tinham temas de aventuras aquáticas devido a suas capacidades de mergulho e natação. Ela era seu próprio dublê, realizando cenas perigosas, incluindo um mergulho de 28 metros no mar e 18 metros em uma piscina de crocodilos. Muitas vezes ela representava sereias que recebiam seu nome próprio ou variações dele. Seus "filmes de conto de fadas", como ela chamava, começaram com The Mermaid, no qual ela foi a primeira atriz a vestir um traje de sereia que lhe permitisse nadar no filme, abrindo o caminho para outras atrizes nadadoras que estrelaram em filmes com este tema em Hollywood, como Glynis Johns e Esther Williams. Ela também desenvolveu seus próprios trajes de natação de sereia e, por vezes ela mesmo os fabricava.
Depois de 5 filmes, Annette retornou ao Hipódromo de Nova Iorque com "o maior espetáculo de sereia já visto no palco". Sua vida é retratada nas telas e interpretada por Esther Williams no filme Million Dollar Mermaid (1952).
Kellerman apareceu em um dos últimos filmes feitos em Prizma Color, Venus of the South Seas, uma co-produção EUA / Nova Zelândia, onde um trecho do filme colorido de 55 minutos, foi filmado embaixo d'água. Venus of the South Seas foi restaurado pela Biblioteca do Congresso estadunidense em 2004 e é o único longa-metragem estrelado por Annette Kellerman  que existe em sua forma completa.

## Publicações
Além dos filmes e a carreira no teatro, Kellerman escreveu vários livros incluindo, How To Swim(1918), Physical Beauty: How to Keep It (1919),e um livro de histórias infantis intitulado Fairy Tales of the South Seas (1926) e My Story, uma autobiografia não publicada. Ela também escreveu numerosos folhetos para correspondência sobre saúde, beleza e fitness.
Em 2016, Pénélope Bagieu desenhou a sua biografia que foi publicada juntamente com as de outras mulheres no livro Les Culottées, publicado em Portugal com o título Destemidas, nome que também foi dado à série de animação transmitida pela RTP.

## Legado
Kellerman deixou uma extensa filmografia, além de sua grande coleção de roupas de natação e material teatral como herança para o Sydney Opera House. Hoje, grande parte de suas peças de natação originais e itens pessoais estão no museu do Powerhouse Museum em Sydney, Austrália.
Em 2002, sua vida é tema do documentário australiano premiado chamado The Original Mermaid.
Em 2010, um complexo de natação em Marrickville recebeu o seu nome.
Annette também em uma estrela com seu nome na Calçada da Fama, em Hollywood Boulevard.

## Filmografia

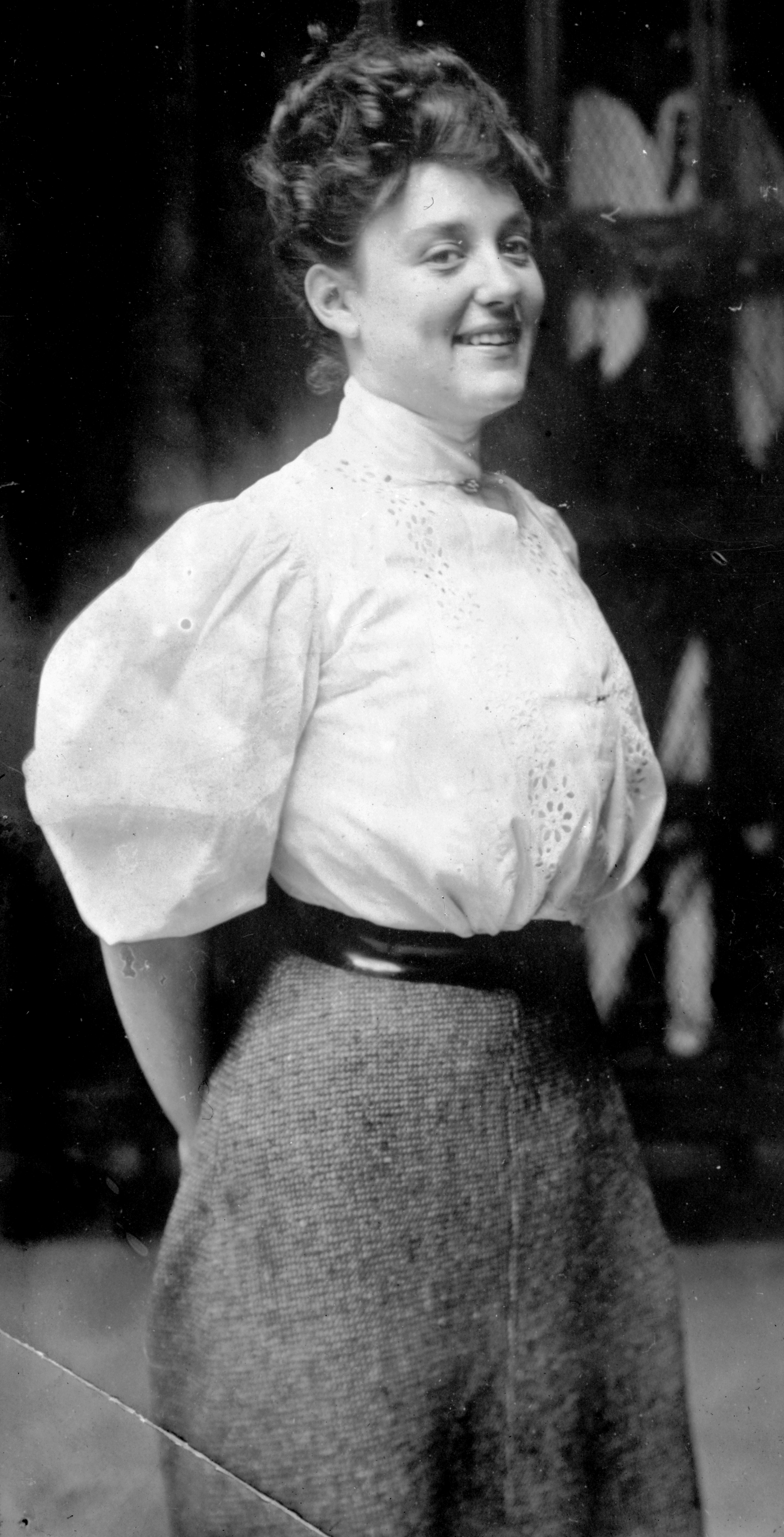
Kellerman nos EUA em 1907

- ''The Bride of Lammermoor: A Tragedy of Bonnie Scotland (1909)
- Jephtah's Daughter: A Biblical Tragedy (1909)
- The Gift of Youth (1909)
- Entombed Alive (1909)
- Siren of the Sea (1911)
- The Mermaid (1911)
- Neptune's Daughter (1914)
- A Daughter of the Gods (1916)
- National Red Cross Pageant (1917)

### Como ela mesma
- Miss Kellerman's Diving Feats (1907, Curta, Documentário)
- Miss Annette Kellerman (1909, Curta, Documentário)
- The Perfectly Formed Woman (1910, Curta)
- The Universal Boy (1914)
- The Art of Diving (1920, Documentary short)
- Annette Kellermann Performing Water Ballet (1925, Curta, Documentário)
- Annette Kellermann Returns to Australia (1933, Curta, Documentário)
- Water Ballet: Sydney (1940, Curta)
- Water Ballet (1941, Curta)

### Imagens de arquivo
- The Love Goddesses (1965)
- The Original Mermaid (2002)